# وسائل منع الحمل باعتماد التقويم

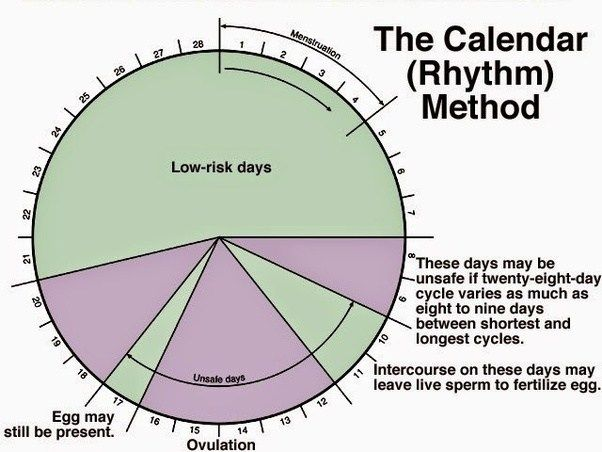

الوسائل المعتمدة على التقويم هي وسائل مختلفة لتقدير احتمال الخصوبة عند النساء بناء على فترات طول الدورات الشهرية السابقة. وهناك العديد من الأنظمة مثل أسلوب نوص-اغينو (Ogino Knaus)، وأسلوب الإيقاع وطريقة الأيام القياسية. يمكن استخدام هذه الأنظمة لتحقيق الحمل، وذلك برفع الوقاية عند الجماع خلال الأيام المحددة بالخصبة، كما يمكن استخدامها لتجنب الحمل، عن طريق تقييد ممارسة الجنس غير الآمن إلى الأيام المحددة بأيام العقم.
وأول من طور بشكل رسمي الطريقة التقويمية هو جون صمولدرز عام 1930، وهو طبيب هولندي من الرومان الكاثوليك. واعتمد بطريقته على المعرفة حول دورة الطمث التي اكتشافها بشكل مستقل من قبل كل من هيرمان نوص (النمسا|النمساوي)، وكيوساكو اوغينو (الياباني). وكان هذا النظام الوسيلة الرئيسية لمنع الحمل المتاحة للأزواج الكاثوليكي لمدة عقود عدة، إلى أن انتشر ت الاساليب المستندة إلى ملاحظة عوارض الخصوبة. وفي عام 1999 حدث تطور جديد في أساليب التقويم عندما عندما عرضت جامعة جورج تاون طريقة الأيام القياسية. وجرى الترويج لهذه الطريقة بالتزامن مع منتج يسمى «خرز الدورة» (CycleBeads) وهي حلقة من الخرز الملونة التي تساعد المستخدمة على متابعة أيام خصوبتها.

## المصطلح
قد تستخدم بعض مصادر مصطلحي أسلوب الإيقاع ووعي الخصوبة كمرادفين. ومع ذلك، عادة ما يستخدم مصطلح وعي الخصوبة كمصطلح اوسع ليشمل متابعة درجة حرارة الجسم القاعدية وتدفقمخاط عنق الرحم بالإضافة لمراقبة طول فترة دورة الطمث. تعتبر منظمة الصحة العالمية أسلوب الإيقاع كأسلوبا معينا من أساليب الاعتماد على التقويم، وأساليب التقويم هي شكل واحد فقط من أشكال وعي الخصوبة.
يعتبر الأسلوب المعتمد على مراقبة العوارض (مثل درجة الحرارة ودفق مخاط الرحم) أنجع من الأسلوب التقويمي. ويحاول مرشدي الأسلوب العوارضي على ابقاء إرشاداتهم من الأسلوب الإيقاعي لسؤ سمعته. ويعتبر الكثيرين أن أسلوب الإيقاع قد عفا عليه الزمن منذ 20 سنة،  ويستبع البعض الأسلوب القائم على أساليب التقويم من اعتباره من أبواب وعي الخصوبة.
وتعتبر بعض المصادر أن مصطلحي «أسلوب الإيقاع» و«تنظيم الأسرة الطبيعي» كمرادفين. في أوائل القرن العشرين، طرحت كنيسة الروم الكاثوليك أسلوب الإيقاع كوسيلة وحيدة مقبولة أخلاقيا ودينيا لتنظيم الأسرة. وتسمى الطرق المقبولة من قبل هذه الكنيسة بالوسائل الطبيعية لتنظيم الأسرة والتي لوقت ما كانت مرادفة ل«الأسلوب إيقاع». أم اليوم فأصبحت الوسائل الطبيعية لتنظيم الأسرة هي المظلة التي تشمل اساليب مراقبة ألعوارض، وليب التوعية الخصوبة وأسلوب الانحباس المرتبط بإفراز اللبن وكذلك على أساس أساليب التقويم مثل الإيقاع. هذا التداخل بين استخدامات مصطلح «أسلوب الإيقاع» و«الطبيعية لتنظيم الأسرة» قد تسهم في تشويش مفهوم المصطلح.
ويستخدم في بعض الأحيان مصطلح «أسلوب الإيقاع» عن طريق الخطأ لوصف سلوك أي شخص يقوم بالجماع المهبلي من دون حماية وبنفس الوقت يريد تجنب الحمل.

## تاريخها

### أساليب مبكرة
ومن غير المعروف ما إذا كانت الثقافات التاريخية على دراية أي جزء من الدورة الشهرية هو الأكثر خصوبة. في عام 388، كتب اوغسطين عن فترات الامتناع الدوري عن الجماع. ففي محاضرة قدمبها لأتباع دينه السابق المانوية قال: «الم تنصحوننا بان نراقب وقت الخصوبة بعد فترة الطهارة من الطمث لنمتنع عن النكاح؟»  وهذا يدل على أن المانويين، كما اليهود راقبوا فترات الحيض وعرفوا بالفترات«... الأكثر احتمالا لحدوث الحمل.»  وكان قد كتب الطبيب اليوناني سورانوس قبل قرن من ذلك ان «الوقت المباشر لما قبل وبعد الطمث هي الفترة الأكثر خصوبة لدى المرأة» وردد هذه المقولة الخاطئة في القرن السادس الطبيب البيزنطي ايتيوس. وبالمثل، والجنس وثيقة مكتوبة دليل الصينية حتى عام 600 وذكر أن الأولى فقط بعد خمسة أيام الحيض وخصبة. يعتقد بعض المؤرخين بأن أوغسطين، أيضا، اعتقد بنفس الخطاء.
ولم تذكرأي مراجع مكتوبة عن «فترة آمنة للحمل» لأكثر من ألف سنة تالية. ودفع التقدم العلمي عدد من المفكرين العلمانيين بالدعوة إلى اعتماد امتناع دوري لتجنب الحمل. ف في أربعينيات القرن التاسع عشر تبين أن الإباضة تحدث عند العديد من الحيوانات خلال الدورة النزوية. وبما أن بعض الحيوانات (مثل الكلب ق) يحدث لها نزيف دموي خلال الدورة النزوية، أفترض أن فترة الحيض كانت أخصب فترات الحمل عند المرأة. ونشر هذه النظرية الخاطئة العديد من الأطباء مثل بيشوف وبوشيهوآدم راسيبورسكي. وفي عام 1854، شرح طبيب إنجليزييدعى جورج درايسدال بشكل صحيح لمرضاه أن الأيام القريبة من الحيض هي أقل الايام خصوبة عند المراءة، ولكن هذا لا الرأي بقي رأي الأقلية للفترة المتبقية من القرن التاسع عشر.

### اسلوب نوص-اغينو الإيقاعي
في عام 1905 أظهر ثيودور فان دي فيلدي هندريك وهو طبيب أمراض نساء الهولندي، أن النساء تبيض مرة واحدة فقط في الدورة الشهرية. وفي الربع الأول للقرن العشرين، قام الطبيبين كياسوكو اوغينو من اليابان، وهيرمان نوص من النمسا وبشكل مستقلين، بأبحاث دلت أن الإباضة تحدث قبل حوالي أربعة عشر يوما المقبلة في فترة الحيض. واستخدم اوغينو اكتشافه لوضع صيغة في مساعدة النساء المصابات بالعقم في تحديد أفضل وقت للجماع لتحقيق الحمل.
وفي عام، استخدم 1930 جون صمولدرز، وهو طبيب هولندي من الروم الكاثوليك وهولندا، أسلوب نوص جون لتطوير وسيلة لتجنب الحمل. وقام بنشر عمله في الجمعيات الطبية الهولندية للروم الكاثوليك وكان هذا هو الأسلوب الرسمي المتبع لعدة عقود مقبلة. في عام 1932 نشر طبيب كاثوليكي كتاب بعنوان إيقاع العقم والخصوبة في النساء لوصف الأسلوب،  وفي الثلاثينات، شهدت الولايات المتحدة أول عيادة للإيقاع (التي أسسها جون روك) لتعليم الطريقة للأزواج الكاثوليكية.

### القرن 20 المتأخر إلى يومنا
في النصف الأول من القرن العشرين، كانت معظم المستخدمين للأسلوب الإيقاعي من الكاثوليكيين، فإنهم كانوا يتبعون تعاليم الكنيسة التي تعتبر جميع الوسائل الأخرى لتحديد النسل حرام. أما في عام 1968 صدر منشور بابوي تضمن: «ان الرغبة البابوية تعطي أعلى درجات الأهمية لأبحاث الطب العلمية التي تنجح في دراسة الإيقاعات الطبيعية لتحديد آمن للنسل بما فيه العفة». وهذا هو ما يدل على تفضيل أسايب التوعية على اساليب الإيقاعية. وحاليا، يعتبر العديد من مرشدي وعي الخصوبة أن أسلوب الإيقاع قد عفا عليه الزمن منذ أكثر من 20 سنة، وان مؤتمر الاساقفة الكاثوليك في الولايات المتحدة لا يعتبر طرق التقويم من الطرق الطبيعية لتنظيم الأسرة 
وزاد الانتباه إلى أساليب التقويم في عام 1999، عندما عرض في جامعة جورج تاون طريقة اليوم القياسية. وصممت هذه الطريقة لتكون أكثر بساطة للتعليم والاستخدام مقارنة بالطريقة الإيقاعية القديمة، وأصبحت الأسلوب الموحد المتكامل في برامج تنظيم الأسرة المشهود بنجاحه في جميع أنحاء العالم.

## أنواعه وفعاليته
تمر دورة الحيض بثلاث مراحل: مرحلة عدم خصوبة في البداية سابقة للإباضة (مرحلة العقم قبل التبويض)، ثم مرحلة خصوبة لعدة أيام ثم مرحلة الطمث وهي فترة عدم خصوبة (مرحلة ما بعد التبويض). ويعتبر اليوم الأول من نزيف الدم الأحمر هو أول يوم من الدورة الشهرية. وللاستفادة من هذه الطريقة، على المراءة معرفة طول دورتها الشهرية.
من أهم أسباب فشل هذا الأسلوب عدم معرفة طول الدورة ومنثم استخدام أرقام خاطئة في المعادلة، أو الجماع بدون حماية في أيام الخصوبة التي تم تحديدها بشكل خاطئ. الانضباط المطلوب للحفاظ على سجلات دقيقة للحيض، والامتناع عن ممارسة الجنس غير الآمن، يجعل استخدام هذا الأسلوب ناقصا شائع إلى حد كبير. معدل الفشل الفعلي القائم على أساليب التقويم هو 25 ٪ سنويا.

### الأسلوب الإيقاعي (أسلوب نوص - اوغينو)
لتقدير طول فترة مرحلة العقم قبل التبويض، إطرح 19 من طول أقصر دورة للمرأة. ولتقدير بدء مرحلة ما بعد التبويض، يطرح عشرة طول أطول دورة المرأة. وبقية الأيام هي أيم الخصوبة. فمثلا، لنعتبر أن طول دورات الطمث لإمراءة تتراوح ما بين 30 و36 يوما. فسيكون تقدير طول فترة مرحلة العقم قبل التبويض (30-19) أي 11 يوما. ويكون تقدير طول مرحلة ما بعد التبويض (36-10) أي 26 يوما. وبالتالي فتكون فترة الخصوبة بين لأيام 12-25. والدورة تصبح كالآتي:
- يوم 1 وحتى 11: فترة طمث وهي فترة عقم
- يوم 12 وحتى 25: فترة خصوبة.
- يوم 26 وحتى النهاية (أي بين يوم 30 أو 36): 4 إلى 10 أيام وهي فترة عقم. وعندما تستخدم لتجنب الحمل، فمعدل فشلها تصل إلى 9٪ في السنة.[15]

### طريقة اليوم القياسية
طريقة اليوم القياسية التي وضعها معهد الصحة الإنجابية في جامعة جورج تاون هو أبسط وأكثر فعالية من الأسلوب الإيقاع. وتستخدم الطريقة منتوج يسمى خرز الدورة لمساعدة المستخدمة على تتبع درجات الخصوبة خلال دورة الطمث. وهذه الطريقة مفيدة للنساء اللواتي دوراتهن تكون دائما بين 26 و 32 يوما في الطول. في هذا النظام تعتبر:
- أن الايام 1 إلى 7 هي فترة عقم
- أن الأيام 8-19 هي فترة خصوبة
- أن فترة العقم تستأنف بعد اليوم 20

وعندما تستخدم لتجنب الحمل، فإن نسبة فشلها هي 5 ٪ في السنة.

## النظم القائمة على البرمجيات
تم تطوير برنامج بيريمون (Perimon) في ألمانيا ما بين عاميؤ1995 و2001، هو مطور بشكل صارم بناء على الأسلوب الإيقاعي. انها تتطلب فترة أطول لا يسمح بها ممارسة الجنس غير الآمن عند استخدامها لتجنب الحمل إذ تحدد وتعيين 10.5 يوما كحد أقصى قدره كفترة عدم خصوبة لكل دورة. فإذا حدثت 7 أيام من تلك الأيام في فترة الحيض، فيصبح هناك 3.5 يوما فقط من أيام العقم غير الحيض في كل دورة.
لم تجر أية دراسات سريرية لتحديد فعالية هذه البرمجية، ولكن مطوري البرنامج يتدعون أن نسبة الفشل هي 4 ٪ سنويا. يتطلب برنامج بيريموندفع الاشتراك.
وهناك العديد من تطبيقات الويب المستندة إلى أسلوب الدورة. هنا أيضا بعض المواقع التي تخدم لنساء ذوي دورات متفاوتة من الزمن. يمكن العثور على مزيد من الأمثلة يمكن Menstruation على مشروع الدليل المفتوح.

## المزايا
يتم طرح طريقة اليوم القياسية كطريقة عالمية لتنظيم الاسرة في البلدان النامية. وهي طريقة مرضية لكثير من النساء والرجال الذين يجدون الوسائل أخرى غير مقبولة؛ وتقديمها من خلال مراكز تنظيم الأسرة يؤدي إلى زيادة كبيرة في استخدام وسائل منع الحمل بين الأزواج الذين لا يريدون الإنجاب. وانخفاض تكلفتها يجعلها فعالة في في البلدان التي تفتقر إلى التمويل لتوفير وسائل أخرى لتحديد النسل.

## المخاوف المحتملة

### معدل الفشل
أحد الهموم المتعلقة باستخدام أساليب التقويم هو معدل الفشل المرتفع نسبيا مقارنة مع أساليب أخرى لتحديد النسل. حتى عندما تستخدم بشكل كامل، فأساليب التقويم، ولا سيما طريقة الإيقاع، تؤدي إلى ارتفاع معدل حالات الحمل بين الأزواج الذين يعتزمون عدم الإنجاب. من بين وسائل تحديد النسل المعروفة، فإن أسلوبي غطاء عنق الرحم والإسفنج مانع للحمل لديهما معدلات أعلى نسبيا للفشل. من أهم أسباب تدنى مستوى موثوقية أساليب التقويم هي الصيغ التي تعتمد العديد من الافتراضات غير الصحيحة في جميع الحالات.
فمثلا، يبلغ طول المرحلة التالية للاباضة العادية من 12 إلى 16 يوما، ، وتفترض صيغة أسلوب الإيقاع أن جميع النساء لها أطوال ضمن هذا النطاق. ومع ذلك، لدى العديد من النساء تمر بمراحل أقصر، وعدد قليل منهم تمر بمراحل أطول. بالنسبة لهؤلاء النساء، تحدد صيغة أسلوب الإيقاع بشكل غير صحيح أيام الخصوبة.
تستخدام أساليب التقويم على تاريخ سجلات الحيض السابقة لتقدير طول الدورات المقبلة. ومع ذلك، طول مرحلة ما قبل التبويض يمكن أن تختلف اختلافا كبيرا بين دورة وأخرى وتتأثر بعوامل خارجية مثل الأدوية والمرض وانقطاع الطمث، والرضاعة الطبيعية، وما أذا كانت تتناول وسائل منع الحمل الهرمونية. إذا كانت المرأة في السابق مع الدورات العادية لديه الإباضة تأجل بسبب واحد من هذه العوامل، فسيحدث خطاء في تحديد فترة الخصوبة. إذا كانت لديها إباضة مبكره على نحو غير عادي، فان الأسالوب سيشير أنها لا تزال في مرحلة ما قبل التبويض والعقم بينما هي في الواقع أصبحت خصبة.
وأخيرا، تفترض أساليب التقويم أن كل نزيف هو حيض صحيح. لكن يمكن أن يحصل النزيف لعدد من العوامل الأخرى. تحديد النزيف بشكل خاطيء على أنه نزيف الحيض سيؤدي إلى حسابات غير صحيحة.

### صحة الجنين
وهناك مقترحات أن ممارسة الجنس غير الآمن في فترات العقم من دورة الطمث قد يؤدي إلى الحمل، ولكن تخلق أجنة غير قادرة على التلقيح.
كما هناك مقترحات أخرى أن حالات الحمل الناجمة عن فشل أسلوب من أساليب الامتناع الدوري تزيد خطورة العيوب الخلقية والإجهاض بسبب كبر أعمار الوالدين في ذلك الوقت من الحمل. أحدث الأبحاث تشير إلى أن توقيت الحمل ليس له تأثير على معدلات الإجهاض،  انخفاض الوزن عند الولادة، أو الولادة المبكرة.